# 초계고등학교
초계고등학교(草溪高等學校)는 대한민국 경상남도 합천군 초계면 아막리에 있는 공립 고등학교이다.

## 학교 연혁
- 1955년 4월 8일 : 초계농업고등학교 개교
- 1973년 9월 1일 : 초계종합고등학교로 교명 변경
- 2006년 3월 1일 : 초계고등학교로 교명 변경
- 2020년 2월 3일 : 학칙변경(멀티자동차과 1, 서비스마케팅과 1, 특수학급 1)
- 2023년 1월 5일 : 제66회 졸업식 (졸업생 20명, 졸업생 누계 8,518명)
- 2023년 3월 1일 : 제34대 조재성 교장 취임
- 2023년 3월 2일 : 2023학년도 제69회 입학식 (신입생 19명)

## 설치 학과
- 멀티자동차과
- 서비스마케팅과

## 참고 자료
- 초계고등학교 - 한국교육학술정보원 학교알리미